# Кастор са Родоса
Кастор са Родоса (Καστωρ ο Ροδιος), такође познат као Кастор од Масалије или Кастор од Галатије према Суди ,  или као Кастор Аналист, био је грчки граматичар и реторичар. Презивао се Филоромај (Φιλορωμαιος, што значи Љубитељ Рима) и обично се верује да је живео у време Цицерона и Јулија Цезара.
Кастор се често помиње као ауторитет у историјским питањима.  Пристрасност према Римљанима је сугерисана презименом Филоромај, а можда је била очигледна у делу које је Плутарх помињао  како упоређују институције Рима са Питагориним .
Суда описује граматичара и реторичара Кастора као зета галатског краља Дејотара (којег назива римским сенатором), који је касније убио и Кастора и његову жену јер је Кастор против њега подигао оптужбе пред Цезаром, очигледно алудирајући на аферу у којој је Цицерон бранио Дејотара. Чини се да је то исти Кастор, којег помиње Страбон,  који се презивао Секондарије, био је Дејотаров зет и он га је убио. Када је Цицерон говорио у име Дејотара, Кастор који је Дејотара довео у опасност се изричито назива унуком тог краља, а у то време је још био младић (44. п. н. е.). 
Међутим, није извесно да ли је то био исти Кастор као и реторичар, Кастор са Родоса. Једно од Касторових дела се помиње у Библиотеци која се раније приписивала Аполодору из Атине, који је умро негде око 140. године пре нове ере. Због ове околности, један закључак је да је реторичар Кастор морао да је живео у време Аполодора или пре њега, око 150. п.н.е, и да стога није имао никакве везе са Дејотаром за кога је Цицерон говорио. Други заједнички закључак, који претпоставља да је Кастор са Родоса заиста био савременик Цезара и Цицерона, јесте да Библиотеку није могао написати Аполодор, па отуда назив „Псеудо-Аполодор“ за ово дело.